# Émile Verhaeren
Emile Verhaeren (Sint-Amands 21 mai 1855 – Rouen 27 noiembrie 1916) a fost un scriitor belgian de limbă franceză.
Cu 20 de ani mai tânăr, Emil Verhaeren, poet belgian de limbă franceză, era și el cunoscut și prețuit în literatura europeană a epocii. Născut în 1855, a fost unul dintre întemeietorii poeziei simboliste. Era prieten cu majoritatea scriitorilor și artiștilor inovatori ai vremii și protagonistul renașterii artistice a Belgiei.  Prima colecție de poeme, “Les Flamandes” (Flamandele), publicată în 1883, regăsea modul naturalist de abordare artistică a subiectului, folosit de pictorii secolului al XVII-lea, Jordaens sau Teniers, și a avut un succes rapid în mediile de avangardă. I-a adus însă un conflict cu Biserica catolică. Au urmat patru volume, scrise într-o vreme de depresie psihică, sub așteptările cunoscătorilor. Forța poetică revine în volumul “Les Heures Claires” (Orele dimineții) din 1896 și se va menține pe tot parcursul creației. În 1898 scrie și prima piesă de teatru, “Les Aubes” (Zorile), un protest împotriva injustiției. Este invitat să conferențieze în Germania, Franța, Elveția, Rusia. Moare, într-un accident de tren, în 1916, fiind câțiva ani pe lista nobelizabilor, dar fără a obține vreodată mult râvnitul premiu.
1. 1 2  Emile Verhaeren, International Music Score Library Project, accesat în 9 octombrie 2017
2. 1 2  Autoritatea BnF, accesat în 10 octombrie 2015
3. ↑  Emile Verhaeren (în engleză), RKDartists
4. 1 2  Emile Verhaeren, SNAC, accesat în 9 octombrie 2017
5. 1 2  The Fine Art Archive, accesat în 1 aprilie 2021
6. ↑  „Emile Verhaeren”, Gemeinsame Normdatei, accesat în 12 august 2015
7. ↑  Émile Verhaeren, Discogs, accesat în 9 octombrie 2017
8. ↑  RKDartists, accesat în 27 august 2017
9. ↑  „Emile Verhaeren”, Gemeinsame Normdatei, accesat în 31 decembrie 2014
10. ↑  Верхарн Эмиль, Marea Enciclopedie Sovietică (1969–1978)[*]
11. ↑  Verhaeren, Émile (1855-1916), Autoritatea BnF, accesat în 14 ianuarie 2021
12. ↑  CONOR.SI[*] Verificați valoarea |titlelink= (ajutor)